# Lilith Stangenberg
Lilith Stangenberg   (Berlín, 14 d'agost de 1988) és una actriu de cinema i teatre alemanya. Pel seu paper d'Ania a la pel·lícula Wild del 2016 va guanyar el Preis der deutschen Filmkritik. També va guanyar l'Ulrich-Wildgruber-Preis 2020 per les seves actuacions escèniques.